# Audru
Audru est un petit bourg de la Commune de Audru du comté de Pärnu en Estonie .
Au 31 décembre 2011, il compte 1492 habitants.